# Дубовогрядский сельский совет (Харьковская область)
Дубовогрядский сельский совет — сельский советСахновщинского района Харьковской области Украины.
Административный центр сельского совета находится в селе Дубовые Гряды.

## История
- 1924 — дата образования.

## Населённые пункты совета
- село Дубовые Гряды